# Георгије Бакаловић
Георгије Бакаловић (Сремски Карловци, 1786 — Рума, 13. април 1843) био је српски сликар.

## Биографија
Учио је у Сремским Карловцима код сликара Стефана Гавриловића. Радио је претежно иконостасе, зидне слике и портрете. Један број иконостаса радио је у друштву сликара и позлатара Димитрија Ђурковића.
Сам је сликао иконостас и свод цркве у Ердевику 1817, свод Горње цркве у Сремским Карловцима 1824, свод и 12 празничних икона цркве у Врднику 1825, иконостас у Черевићу 1827, свод и обнову иконе Успењске цркве и обнова иконостаса Николајевске цркве у Иригу 1827, иконостас и сводове Јовановске цркве у Новом Саду 1830, иконостасе манастира Гргетега 1830. (изгорео 1841) и иконостас у Павловцима 1832.
Са Ђурковиће је сликао иконостасе у Прхову 1840—и Старим Бановцима (1840—1841), кивот кнеза Лазара у Врднику и црквене заставе у Јараку, Вогњу, Сасама, Сурчину и Михаљевцима.
Године 1837. прелази у Србију и слика иконостасе манастира Радовашнице 1839, цркве у Зајечару и манастира Раче на Дрини 1840, цркве у Алексинцу 1841. и цркве у Неготину 1842.
Насликао је портрете кнеза Милоша, Јеврема Обреновића, Стефана Стратимировића, кнеза Иве од Семберије. и др.
Бакаловић је био сликар скромних могућности, и радови су му неједнаког квалитета.

## Галерија
- Ваведење, 1816.
- Митрополит Мелентије Павловић
(уље на платну Георгија Бакаловића, 1839.
- Прота Матеја Ненадовић рад Бакаловића из 1841.
- Јеврем Обреновић 1835.